# چاتیچای چونهاوان
چاتیچای چونهاوان (تایلندی: ชาติชาย ชุณหะวัณ؛ زادهٔ ۵ آوریل ۱۹۲۰ – درگذشتهٔ ۶ مه ۱۹۹۸) یک سیاست‌مدار اهل تایلند بود.